# Friuli Grave Merlot
Le Friuli Grave Merlot est un vin italien de la région Frioul-Vénétie Julienne doté d'une appellation DOC depuis le 1er octobre 1985. Seuls ont droit à la DOC les vins rouges récoltés à l'intérieur de l'aire de production définie par le décret.

## Caractéristiques organoleptiques
- couleur : rouge rubis plus ou moins intense, tendant au rouge orange avec le vieillissement
- odeur : intense, caractéristique
- saveur : sèche, harmonique

Le Friuli Grave Merlot se déguste à une température comprise entre 15 et 17 °C. Il se gardera 2 - 4 ans, parfois plus.

## Association de plats conseillée
Les viandes rouges grillées

## Production
Province, saison, volume en hectolitres :
- Pordenone (1990/91) 48000,07
- Pordenone (1991/92) 55304,36
- Pordenone (1992/93) 59462,09
- Pordenone (1993/94) 60537,62
- Pordenone (1994/95) 68912,38
- Pordenone (1995/96) 55586,6
- Pordenone (1996/97) 73643,64
- Udine (1990/91) 13862,02
- Udine (1991/92) 11569,55
- Udine (1992/93) 12500,06
- Udine (1993/94) 15619,12
- Udine (1994/95) 15145,09
- Udine (1995/96) 12532,0
- Udine (1996/97) 18317,75